# Hyphaenia rugosa
Hyphaenia rugosa là một loài bọ cánh cứng trong họ Chrysomelidae. Loài này được Mohamedsaid miêu tả khoa học năm 1999.